# Gottfried Angerer
Gottfried Angerer, född den 3 februari den 1851 i Waldsee, Württemberg, död den 19 augusti 1910 i Zürich, var en tysk musiker.
Angerer var dirigent i Frankfurt am Main, Mannheim och Zürich och var direktör för musikakademin i sistnämnda stad. Angerer skrev ballader för manskör som Der letzte Skalde, Sigurds Brautfahrt, Des Geigers Heimkehr, Germanenzug och Gotentreue, med mera.